# Race of Champions 1976
La Race of Champions 1976 (XI Daily Mail Race of Champions) è stata una gara di Formula 1, non valida per il campionato del mondo, disputata il 14 marzo 1976 sul Circuito di Brands Hatch, nel Regno Unito.
La gara venne vinta da James Hunt su McLaren-Ford Cosworth. Il pilota inglese fece segnare anche il giro più veloce. Questa fu la sua seconda vittoria in una gara non titolata, dopo quella ottenuta nel BRDC International Trophy 1974.

## Vigilia

### Aspetti tecnici
Il tracciato venne leggermente modificato in qualche curva, modificandone la lunghezza. La Scuderia Ferrari portò all'esordio il modello Ferrari 312 T2.

### Aspetti sportivi
La gara rappresentò l'esordio stagionale in Europa, dopo il tradizionale avvio in Brasile e Sud Africa. La gara si posizionò nel calendario due settimane prima del Gran Premio di Long Beach.
Fece il suo esordio la scuderia britannica RAM con due vetture Brabham private. Anche la Scuderia Everest, gestita da Giancarlo Minardi debuttò, utilizzando una Ferrari 312 T. La Williams impiegò una Hesketh 308C, che durante il mondiale veniva definita come Wolf-Williams.

## Piloti e team
Solo la Lotus e la RAM iscrissero due piloti. La prima confermò la coppia Evans-Nilsson, mentre la RAM portò Loris Kessel e Patrick Nève. La Scuderia Ferrari portò il solo Lauda, mentre sulla vettura iscritta dall'Everest fece il suo debutto Giancarlo Martini.
I seguenti piloti e costruttori vennero iscritti alla gara:
| Team                                          | Telaio                     | Gomme | Nr. | Pilota             |
| --------------------------------------------- | -------------------------- | ----- | --- | ------------------ |
| Scuderia Ferrari                              | Ferrari 312 T2             | G     | 1   | Niki Lauda         |
| Elf Team Tyrrell                              | Tyrrell 007-Ford Cosworth  | G     | 3   | Jody Scheckter     |
| John Player Team Lotus                        | Lotus 77-Ford Cosworth     | G     | 5   | Bob Evans          |
| John Player Team Lotus                        | Lotus 77-Ford Cosworth     | G     | 6   | Gunnar Nilsson     |
| Motor Racing Developments                     | Brabham BT45-Alfa Romeo    | G     | 8   | Carlos Pace        |
| Beta Team March                               | March 761-Ford Cosworth    | G     | 9   | Vittorio Brambilla |
| Texaco Marlboro Team Texaco                   | McLaren M23-Ford Cosworth  | G     | 11  | James Hunt         |
| Shadow Racing Team                            | Shadow DN5-Ford Cosworth   | G     | 16  | Tom Pryce          |
| Team Surtees                                  | Surtees TS19-Ford Cosworth | G     | 19  | Alan Jones         |
| Walter Wolf Racing Frank Williams Racing Cars | Hesketh 308C-Ford Cosworth | G     | 20  | Jacky Ickx         |
| Team Ensign                                   | Ensign N174-Ford Cosworth  | G     | 22  | Chris Amon         |
| Hesketh Racing                                | Hesketh 308D-Ford Cosworth | G     | 24  | Harald Ertl        |
| City Bank Team Penske                         | Penske PC3-Ford Cosworth   | G     | 28  | John Watson        |
| RAM Racing                                    | Brabham BT42-Ford Cosworth | G     | 32  | Loris Kessel       |
| RAM Racing                                    | Brabham BT44-Ford Cosworth | G     | 33  | Patrick Nève       |
| Scuderia Everest                              | Ferrari 312 T              | G     | 36  | Giancarlo Martini  |

## Qualifiche

### Resoconto
Le prove si tennero nella sola giornata del sabato, con una sessione la mattina e una nel pomeriggio. Il miglior tempo venne staccato da Jody Scheckter su Tyrrell, davanti al campione del mondo Niki Lauda. Il sudafricano avendo ottenuto il miglior tempo nella sessione dell mattina ottenne in premio centro bottigli di champagne.
Le prove del pomeriggio erano iniziate su pista umida che pian piano si stava però asciugando; il ritorno però della pioggia nella parte finale della sessione non permise ai piloti di migliorare ulteriormente le loro prestazioni. In questa fase Vittorio Brambilla fu autore di un'uscita di pista, con susseguente testacoda, che costrinse gli organizzatori a sospendere le prove per un quarto d'ora. Sulla Ferrari 312 T2, all'esordio, la scuderia italiana, per precauzione, vennero montate le sospensiosi indipendenti tradizionali e non il ponte de Dion.

### Risultati
Nella sessione di qualifica si è avuta questa situazione: 
| Pos | Nº | Pilota             | Costruttore           | Tempo   | Griglia |
| --- | -- | ------------------ | --------------------- | ------- | ------- |
| 1   | 3  | Jody Scheckter     | Tyrrell-Ford Cosworth | 1'20"42 | 1       |
| 2   | 1  | Niki Lauda         | Ferrari               | 1'22"77 | 2       |
| 3   | 6  | Gunnar Nilsson     | Lotus-Ford Cosworth   | 1'23"56 | 3       |
| 4   | 20 | Jacky Ickx         | Hesketh-Ford Cosworth | 1'23"72 | 4       |
| 5   | 11 | James Hunt         | McLaren-Ford Cosworth | 1'23"80 | 5       |
| 6   | 19 | Alan Jones         | Surtees-Ford Cosworth | 1'23"81 | 6       |
| 7   | 5  | Bob Evans          | Lotus-Ford Cosworth   | 1'24"05 | 7       |
| 8   | 28 | John Watson        | Penske-Ford Cosworth  | 1'24"26 | 8       |
| 9   | 16 | Tom Pryce          | Shadow-Ford Cosworth  | 1'24"32 | 9       |
| 10  | 8  | Carlos Pace        | Brabham-Alfa Romeo    | 1'24"50 | 10      |
| 11  | 22 | Chris Amon         | Ensign-Ford Cosworth  | 1'25"08 | 11      |
| 12  | 32 | Loris Kessel       | Brabham-Ford Cosworth | 1'25"98 | 12      |
| 13  | 33 | Patrick Nève       | Brabham-Ford Cosworth | 1'26"39 | 13      |
| 14  | 24 | Harald Ertl        | Hesketh-Ford Cosworth | 1'26"67 | 14      |
| 15  | 36 | Giancarlo Martini  | Ferrari               | 1'27"75 | NP      |
| 16  | 9  | Vittorio Brambilla | March-Ford Cosworth   | 1'30"23 | 16      |

## Gara

### Resoconto

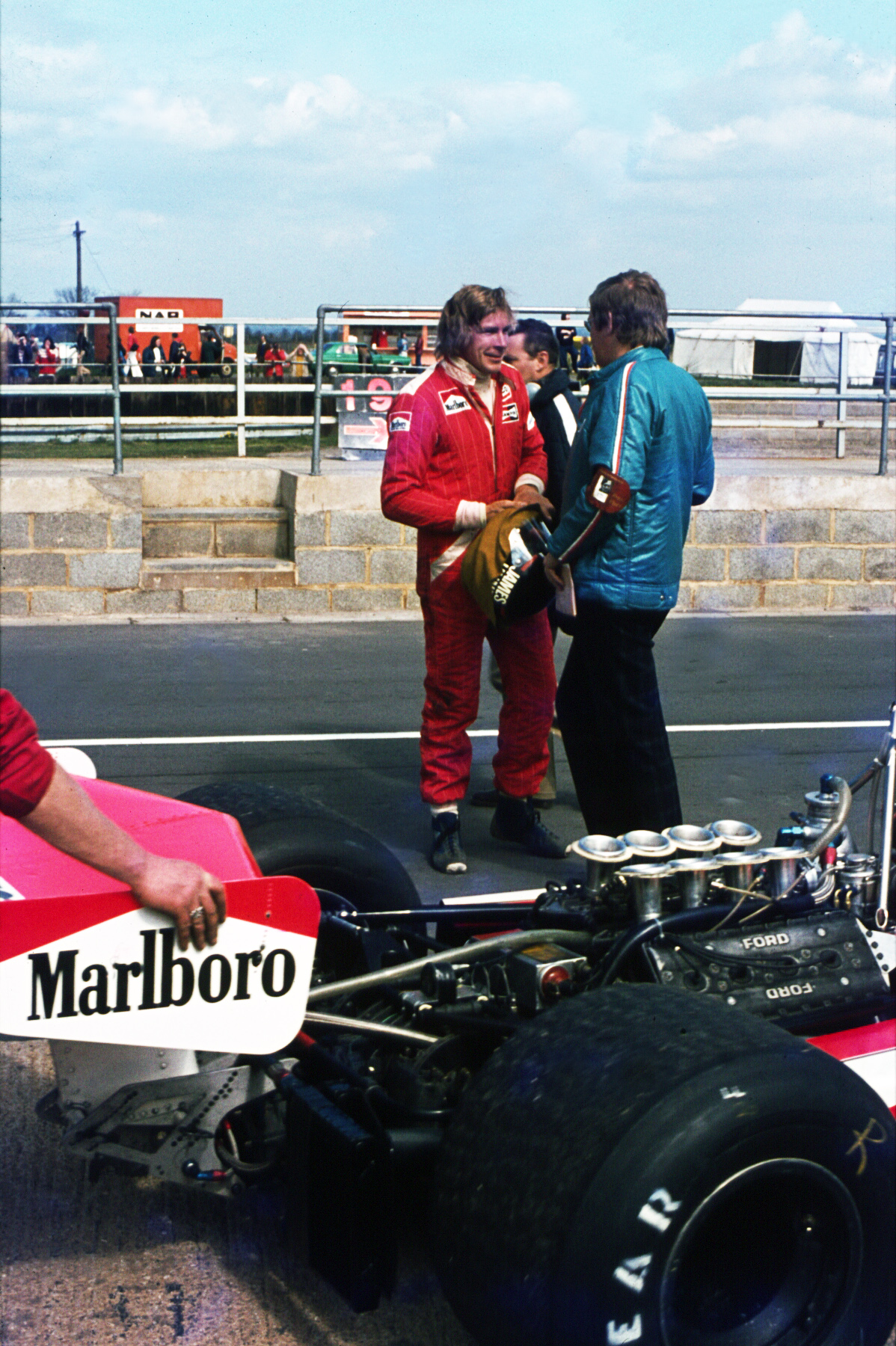
James Hunt qui intervistato nel corso del weekend della gara.

Nel giro di formazione Giancarlo Martini uscì di pista e non prese parte alla gara. Alla partenza la testa venne presa da Jody Scheckter, seguito da Gunnar Nilsson, Alan Jones, Jacky Ickx, Niki Lauda e James Hunt. Nel corso del primo giro Nilsson fu autore di un testacoda, che lo fece scendere di parecchie posizioni in classifica; commise un errore anche Ickx e lo stesso battistrada, Scheckter, uscì di pista, ritirandosi, cedendo così la prima piazza a Jones.
Jones proseguì in testa per diversi giri, seguito da Hunt, Lauda e John Watson. Il pilota della Penske fu costretto al ritiro dopo 12 giri per un'uscita di pista. Al giro 18 fu il turno di Lauda a ritirarsi, per un guasto al propulsore.
La gara venne decisa al giro 21, quando Hunt passò Jones. Terzo era Ickx, seguito da Bob Evans e Vittorio Brambilla, autore di una bella rimonta, agevolata però da una partenza anticipata, che gli costò un minuto di penalità. Evans fu poi costretto al ritiro per la mancanza di benzina a quattro tornate dal termine. La gara venne vinta da Hunt, davanti a Jones e Ickx.

### Risultati
I risultati del gran premio sono i seguenti:
| Pos | No | Pilota             | Costruttore           | Giri | Tempo/Ritiro                     | Griglia |
| --- | -- | ------------------ | --------------------- | ---- | -------------------------------- | ------- |
| 1   | 11 | James Hunt         | McLaren-Ford Cosworth | 40   | 58'01"23                         | 5       |
| 2   | 19 | Alan Jones         | Surtees-Ford Cosworth | 40   | + 18"42                          | 6       |
| 3   | 20 | Jacky Ickx         | Hesketh-Ford Cosworth | 40   | + 23"17                          | 4       |
| 4   | 9  | Vittorio Brambilla | March-Ford Cosworth   | 40   | + 2'26"58                        | 16      |
| 5   | 22 | Chris Amon         | Ensign-Ford Cosworth  | 39   | + 1 Giro                         | 11      |
| 6   | 16 | Tom Pryce          | Shadow-Ford Cosworth  | 39   | + 1 Giro                         | 9       |
| 7   | 33 | Patrick Nève       | Brabham-Ford Cosworth | 39   | + 1 Giro                         | 13      |
| 8   | 6  | Gunnar Nilsson     | Lotus-Ford Cosworth   | 38   | Motore                           | 3       |
| Rit | 5  | Bob Evans          | Lotus-Ford Cosworth   | 36   | Mancanza di benzina              | 7       |
| Rit | 32 | Loris Kessel       | Brabham-Ford Cosworth | 31   | Motore                           | 12      |
| Rit | 24 | Harald Ertl        | Hesketh-Ford Cosworth | 17   | Motore                           | 14      |
| Rit | 1  | Niki Lauda         | Ferrari               | 17   | Motore                           | 2       |
| Rit | 28 | John Watson        | Penske-Ford Cosworth  | 12   | Testacoda                        | 8       |
| Rit | 8  | Carlos Pace        | Brabham-Ford Cosworth | 8    | Motore                           | 10      |
| Rit | 3  | Jody Scheckter     | Tyrrell-Ford Cosworth | 2    | Testacoda                        | 1       |
| NP  | 36 | Giancarlo Martini  | Ferrari               |      | Testacoda nel giro di formazione | 15      |